# Тель-Дан (заповідник)
Тель-Дан (івр. שמורת טבע תל דן ) — природний заповідник, розташований на півночі Ізраїлю. Вважається одним з найкрасивіших і найцікавіших заповідників. Водночас тут розташовано археологічний заповідник.

## Знаходження
Розташовано на відстані близько 11 км від перехрестя ха-Мецудот, неподалік від кібуца Дан.

## Опис

### Природа
Загальна площа становить 607 км². Географічне розташування заповідника зумовило тут наявність безлічі цікавих і рідкісних представників тваринного (равлики-мелонопсіди, бокоплави, краби і риби (форель, коропові), борсуки, видри, їжатці, дикі кабани, лисиці і шакали, єгипетська голчаста миша, меріонес Трістрама вогняна саламандра) і рослинного світів (благородний лавр, тополя, східний платан, сирійський ясен, середземноморська ожина), з різних континентів.
Головною визначною пам'яткою заповідника є річка Дан, яка вважається головною притокою річки Йордану. Водопостачання річки Дан складає 250 млн м³ води на рік, а довжина її близько 8 км. Дан має два головних джерела, що розділяються потім на десятки маленьких потічків і річок. Тут багато зручних для прогулянок доріжок, є природний, басейн (глибина 40 см) для дітей.
За території заповідника проходять 4 пішохідних маршрути різної тривалості. Особливо цікавим є маршрут вздовж найбільшого водяного потоку. Крім стародавніх розкопаних об'єктів тут збереглося напівзруйновану будівлю водяного млина, побудованого близько 150 років тому і який діяв до 1948 року.

### Археологія
Археологічні знахідки Тель-Дана охоплюють 10 000 років історії. Першим з археологів Дан виявив англійський дослідник Едвард Робінсон в 1838 році. Але лише в 1966 році ізраїльський археолог Авраам Біран почав масштабні розкопки. До сих пір вивчений далеко не весь Тель-Дан, але те, що вже вдалося виявити, відносять до числа найбільш вражаючих відкриттів археології Близького Сходу. Знахідки відносять до хаанського і давньоізраїльського періодів. Найбільш значущими є перші: брама міста Лаїш (відома також як Ворота Авраама) і найдавніший в світі арочний прохід віком 3800 років. Також цікавинкою є Стела Тель-Дана, яку встановлено за часів Північно-Ізраїльського царства. Тут також виявлено рештки одного з найдавніших ізраїльських храмів, який було споруджено за наказом царя Єровоама I для противаги храму Соломона в Єрусалимі.

## Історія
1967 році ця місцевість була одним об'єктів части Шестиденної війни. Створено заповідник у 1974 році, тоді його площа становила 481 км². Реконструкція парку була проведена в 1999 році, завдяки чому збільшено площу.